# Trung tâm Tư liệu Nghệ thuật Tadeusz Kantor CRICOTEKA
Trung tâm Tư liệu Nghệ thuật Tadeusz Kantor CRICOTEKA (tiếng Ba Lan: Ośrodek Dokumentacji Sztuki Tadeusza Kantora CRICOTEKA) là một tổ chức văn hóa của chính quyền địa phương, tọa lạc tại số 2/4 phố Nadwiślańska, Kraków, Ba Lan. CRICOTEKA hoạt động bên trong tòa nhà của nhà máy điện Podgórze cũ, dưới sự tổ chức của tỉnh Małopolskie.

## Lịch sử
Trung tâm Tư liệu Nghệ thuật Tadeusz Kantor CRICOTEKA được thành lập vào năm 1981. Trước năm 2014, trụ sở chính của tổ chức tọa lạc ở số 2 phố Szczepańska. Trong nhiều năm, tổ chức đảm nhiệm chức năng kép, vừa là trung tâm của Nhà hát Cricot 2 vừa là kho lưu trữ của nhà hát này tại số 5 phố Kanonicza.
Sau khi Tadeusz Kantor qua đời, hoạt động của CRICOTEKA chú trọng vào việc phổ biến các tác phẩm của nghệ sĩ này, không chỉ trong lĩnh vực sân khấu mà còn trong lĩnh vực nghệ thuật thị giác. Ngoài các hoạt động triển lãm, CRICOTEKA còn tổ chức các buổi khoa học quy mô lớn. Các cuộc triển lãm được tổ chức tại các chi nhánh của tổ chức và tại Phòng trưng bày Krzysztofory. Ngoài ra, các cuộc triển lãm cũng được tổ chức tại nhiều phòng trưng bày và bảo tàng ở khắp Ba Lan và ở nước ngoài.